# Оргоста
̀Оргоста (на албански: Orgjost) е горанско село в Албания, част от община Кукъс.

## География
Разположено е в Североизточна Албания, в албанската част на областта Гора, в южните склонове на Коритник.

## История
Васил Кънчов отбелязва през 1900 година Оргоста сред селата в Гора, населени от българи мохамедани, наричани торбеши. Броят на къщите е 100.
След Междусъюзническата война селото попада в Албания. Според Стефан Младенов в 1916 година О̀ргоста е българско село със 70 къщи.
В рапорт на Сребрен Поппетров, главен инспектор-организатор на църковно-училищното дело на българите в Албания, от 1930 година Ороста е отбелязано като село със 100 къщи българи мохамедани.
До 2015 година селото е част от община Запод.